# L'Art de la guerre 3 : Le Châtiment
Série L'Art de la guerre
L'Art de la guerre 2
(2008)
Pour plus de détails, voir Fiche technique et Distribution.
L'Art de la guerre 3 : Le Châtiment (The Art of War III: Retribution) est un vidéofilm américain de Gerry Lively. Il fait suite à L'Art de la guerre 2, sorti en vidéofilm en 2008.

## Fiche technique
- Titre original : The Art of War III: Retribution
- Titre français : L'Art de la guerre 3 : Le Châtiment
- Réalisation : Gerry Lively
- Scénario : Joe Halpin
- Musique : James Bairian et Louis Castle
- Direction artistique : Billy Jett
- Décors : Billy Jett
- Costumes : Julia Schklair
- Photographie : Suki Medencevic
- Son : David Barber, David Kitchens
- Montage : Randy Carter
- Production : Phillip B. Goldfine, Dan Lyon, Ari Newman et Alison Semenza

Production exécutive : Darren M. Demetre
Production déléguée : Alison Semenza
Production associée : Bryan S. Sexton
- Sociétés de production[1] : Hollywood Media Bridge
- Sociétés de distribution[1] :
  -  : Sony Pictures Entertainment (SPE) (Tous médias)
  - États-Unis : Sony Pictures Home Entertainment (DVD)
- Budget : 10 millions de $[2] (estimation)
- Pays d'origine :  États-Unis
- Langue originale : anglais
- Format[3] : couleur - 1,78:1 (Widescreen) - son Dolby Digital
- Genre : action, thriller
- Durée : 88 minutes
- Dates de sortie[4] :
  - États-Unis : 24 août 2009[5]
  - France : 9 septembre 2009[6] (sortie directement en DVD)
- Classification[7] :
  -  États-Unis : Interdit aux moins de 17 ans (R – Restricted)[Note 1].
  -  France : Tous publics[6]

## Distribution
- Anthony 'Treach' Criss : agent Neil Shaw
- Warren Derosa : Jason
- Lee Sung-hi : Sun Yi
- Janet Carroll : secrétaire général Barnes
- Leo Lee : Kim
- Charles Rahi Chun : Byung Hoon
- Brian Fitzpatrick : agent Gibs
- Jack Conley : Gaines
- David Basila : Wakeen
- David Frye : détective Halpin
- John P. Gulino : Harold Zimmer
- Lovake Heyer : Samad
- Brett A. Jones : Bates
- Delaney Barr : petite fille
- Cathy Shim : Cara Shim